# Componium

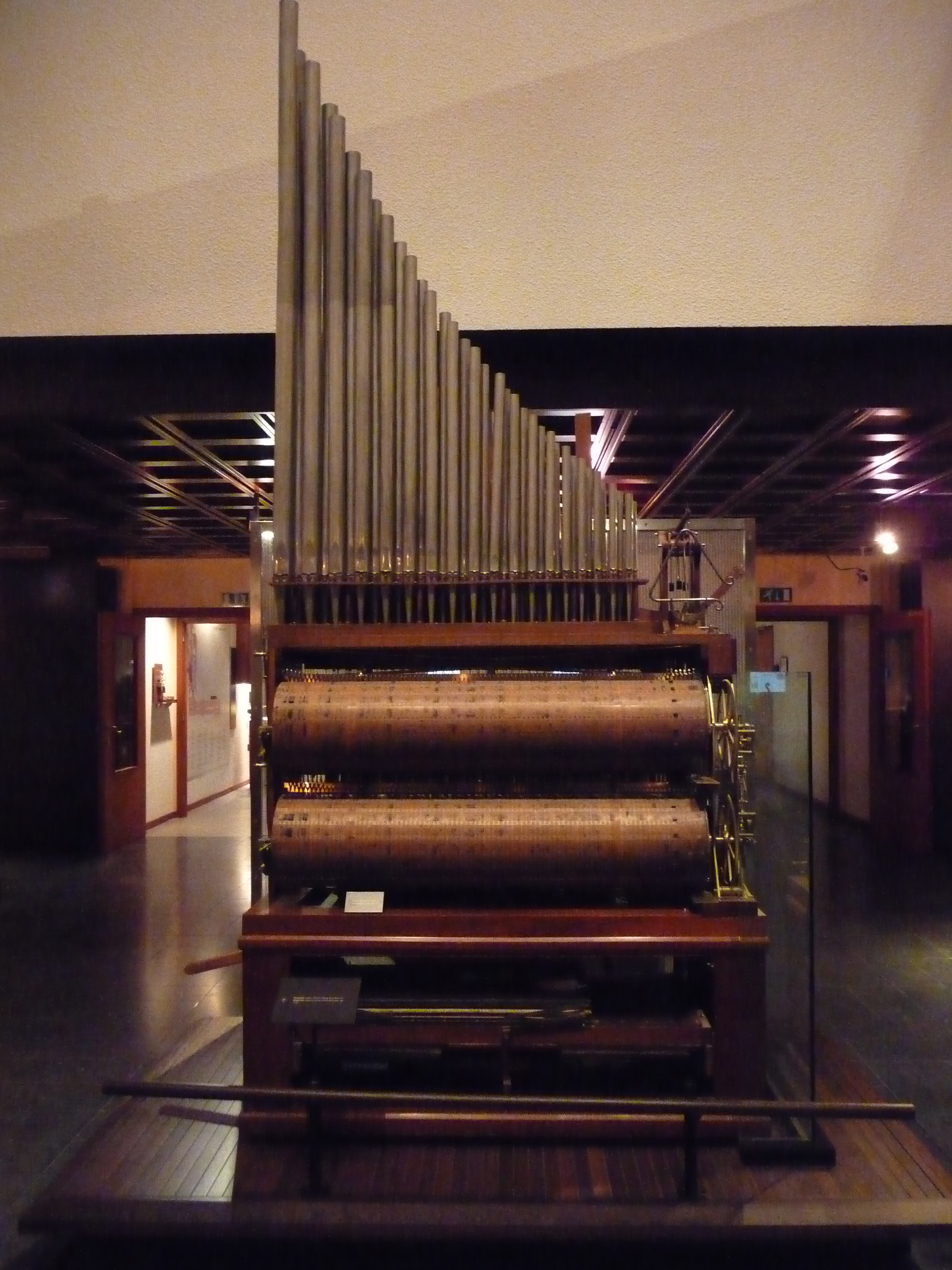
Een componium in het Brusselse Muziekinstrumentenmuseum

Een componium is een orchestron met een extra aleatorisch mechaniek dat het in staat stelt een vrijwel oneindig aantal variaties van een muziekwerk te produceren.

## Geschiedenis
In 1821 presenteerde Dietrich Nikolaus Winkel (1776 – 1826) in Amsterdam zijn componium (Latijn: anders gevormd), Improvisateur Musical  of Variateur de Musique.
In grote lijnen bestaat het componium uit een orchestrion met cilinders met pennen die het klavier en de registers van het instrument bedienen en een toegevoegd mechaniek dat voor de variaties zorgt.

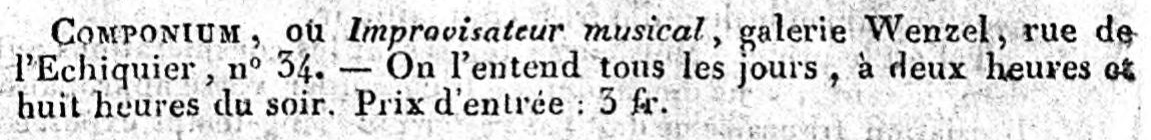
Componium in Parijs 1823

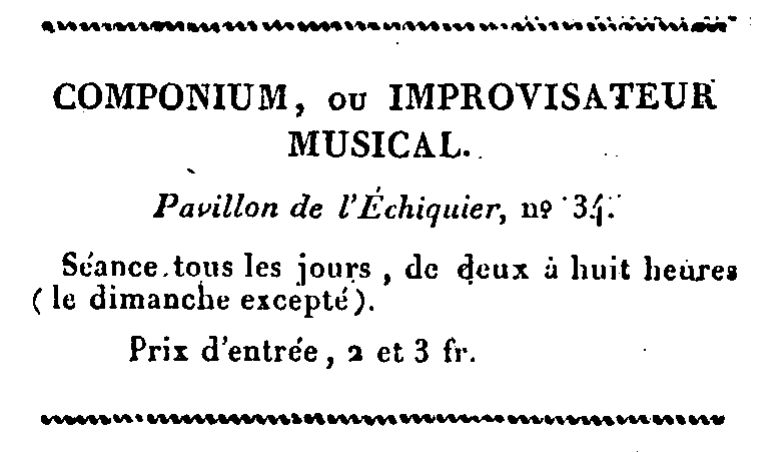
Componium in Parijs 1826

Net als bij de 19de-eeuwse orchestrions maken de cilinders spiraalsgewijze omwentelingen, na afloop van het stuk keren de cilinders terug in de beginpositie. Omdat er twee cilinders zijn kan om de twee maten de cilinder die speelt worden gewijzigd. Het componium van Winkel heeft negen orgelregisters (3 fluit, piccolo, viool, salicional, gamba, quintadena en trompet), een tamboerijn en een triangel.
De mogelijke combinaties en variaties zijn bijna oneindig. Volgens curator C. Mahillo van het MIM, die als eerste het instrument onder zijn beheer kreeg, was het aantal 14.513.401.557.741.527.824. Als een stuk van 5 minuten wordt gespeeld zou dat 138 biljoen jaar duren om alle mogelijke combinaties uit te voeren!
Het componium werd op verschillende locaties getoond, zoals: 
- Amsterdam, 1822
- In Parijs (1824 en 1826) was het een groot succes, het speelde in Galerie Wenzel aan de rue de l'Échiquier n. 54 elke dag om twee uur en om acht uur 's avonds (entree 2 of 3 frank).

In Londen zou het in 1830 worden tentoongesteld, maar door het overlijden van koning George IV in dat jaar ging het niet door.
In Parijs werd de expositie bezocht door bekende componisten zoals Rossini en Habeneck en de Franse koninklijke familie.
Begin maart 1826 werd het instrument van de Galerie Wenzel getransporteerd naar een restaurateur aan de Rue de Richelieu n. 26, daarna werd het op transport gezet naar Londen. Omdat de douanepapieren niet in orde waren trachtte Winkel het grote instrument (350 × 140 × 70 cm) over de grens te smokkelen. Dat mislukte, het werd in beslag genomen en stond een jaar in een vochtige opslag en werd onbruikbaar, in september 1826 stierf Winkel en het componium werd vergeten. Intussen waren ook enkele schuldeisers opgedoken die beslag lieten leggen op het instrument, het werd te koop aangeboden maar niemand wilde de hoge prijs betalen. Uiteindelijk werd het voor slechts 2000 frank verkocht aan een liefhebber de heer Matthieu die het wilde repareren. Het instrument keerde terug in losse onderdelen en werd in 1842 in elkaar gezet door de zoon van een uurwerkmaker, de bekende goochelaar Jean Eugène Robert-Houdin. Toen Matthieu in 1846 stierf werd het verkocht aan een brocantehandelaar het vervolgens weer doorverkocht: de gewichten aan een schroothandelaar, de kast aan Mr. Firmin Didot en het mechaniek aan Aristide Cavaillé-Coll.
In 1876 kocht de cellist Auguste Tolbecque (30 maart 1830 – 8 maart 1919) te Parijs het mechaniek van Cavaillé-Coll en restaureerde het instrument. In 1879 kwam het componium in de collectie van het MIM in Brussel, het instrument is daar naakt tentoongesteld omdat de originele kast verloren is gegaan. Van de oorspronkelijk zeven cilinders zijn er drie bewaard gebleven, met werken van Mozart, Ignaz Moscheles en Louis Spohr. De overgebleven houten cilinders zijn zo ernstig beschadigd door het vocht dat het instrument niet meer kan spelen.

## Werking

willekeur Het wieltje krijgt een impuls en gaat draaien, het wordt afgeremd door de remveer, het wieltje komt op een willekeurige stand stil te staan: als de schakelstang in de lage stand komt wordt de cilinder verschoven en in de hoge stand niet.

De twee elkaar aanvullende cilinders spelen al of niet afwisselend twee maten, daartoe draaien ze continu en synchroon rond. 
De muziek staat verschoven genoteerd op de cilinders, de maten van de eerste cilinder komen overeen met de rustmaten van de  tweede. 
Elke cilinder heeft acht rijen (variaties) van een stuk van 80 maten onderverdeeld in twintig maal twee maten muziek en twee maten rust.
Het aleatorisch mechanisme, vergelijkbaar met een roulettewiel,  beslist of en hoever een cilinder verschoven wordt naar een segment van een andere rij.
Elk segment van een cilinder kan dus gevolgd worden door een segment van een van de acht variaties van de andere cilinder en omgekeerd. 
In het MIM is een computersimulatie te zien van het componium.

### Onderzoek
Op 2 februari 1824 werd aan twee leden van de Franse Academie (M.J.B. Biot en M. Catel) gevraagd te onderzoeken of een mens zich verstopte in het instrument die de hendels bediende.
Hun conclusie was: Als het instrument een gevarieerd thema heeft gekregen, ontleedt het de variaties automatisch en reproduceert het in hun verschillende delen in alle orden van mogelijke permutaties. Geen van de delen, die het varieert, duurt langer dan een minuut. Maar door het principe van variabiliteit die het bezit, zou het kunnen blijven spelen, zonder ooit precies dezelfde combinatie te hervatten...............

## Trivia
- In 2019 besloot het team van Museum Speelklok in Utrecht een verkleinde versie van het Componium te construeren, het instrument werd gebouwd door de restaurateur Martin Paris. De primeur demonstratie  van het mini-componium was op 5 december 2021 bij het programma Podium Witteman. Vanaf 10 december 2021 (tot september 2022) is er een tentoonstelling Toeval bestaat niet over Winkel waar het instrument aan het publiek wordt getoond.[2][3]